# Ctenus angularis
Ctenus angularis este o specie de păianjeni din genul Ctenus, familia Ctenidae, descrisă de Roewer, 1938. Conform Catalogue of Life specia Ctenus angularis nu are subspecii cunoscute.